# HelenOS
HelenOS — це операційна система яка базується на дизайні багатосерверного мікроядра. Початковий код HelenOS написаний на C та опублікований під 3-клаузною ліцензією BSD.
Система описується як «операційна система з відкритим вихідним кодом для дослідницьких розробок».

## Технічний огляд
Мікроядро забезпечує багатозадачність, керування пам'яттю та взаємодію між процесами. Воно також забезпечує потоки на основі ядра та підтримує симетричне мультипроцесування.
Як типово для дизайну мікроядра, файлові системи, мережі, драйвери пристроїв та графічний інтерфейс користувача ізольовані один від одного у набір компонентів простору користувача, які обмінюються даними через шину повідомлень.
Кожен процес (називається завданням) може містити кілька потоків (попередньо запланованих ядром), які, своєю чергою, можуть містити кілька волокон, спільно запланованих у просторі користувача. Драйвери пристроїв та файлових систем, а також інші системні служби реалізуються набором завдань простору користувача (серверів), створюючи таким чином багатосерверну природу HelenOS.
Завдання обмінюються інформацією через ВМП HelenOS, яка орієнтована на підключення та асинхронна. Її можна використовувати для надсилання невеликих повідомлень фіксованого розміру, блоків байтів або для узгодження спільного використання пам’яті. Повідомлення можна пересилати без копіювання масових даних або мапування пам’яті з адресним простором завдань посередників.

## Розробка
Розробка HelenOS керується спільнотою. Спільнота розробників складається з невеликої основної команди, в основному співробітників і колишніх та сучасних студентів факультету математики та фізики Карлового університету у Празі, а також ряду учасників з усього світу.  У 2011, 2012, 2014 та 2017 роках HelenOS брала участь у Google Summer of Code як менторська організація. У 2013 році проєкт був менторською організацією в програмі ESA Summer of Code in Space 2013.
Початковий код HelenOS опубліковано за 3-клаузною ліцензією BSD, тоді як деякі сторонні компоненти доступні за ліцензією GNU General Public License. Обидві ці ліцензії є ліцензіями на вільне програмне забезпечення, що робить HelenOS вільним програмним забезпеченням.

## Апаратна підтримка
HelenOS працює на кількох різних архітектурах ЦП, включаючи ARM, x86-64, IA-32, IA-64 (Itanium), MIPS, PowerPC (лише 32-біт), SPARC V9 та RISC-V. У певний момент часу різні версії HelenOS працювали на реальному апаратному забезпеченні кожної архітектури (на відміну від роботи лише у симуляторі цієї архітектури).
HelenOS підтримує PATA, SATA, накопичувачі USB, USB HID, WiFi USB-ключ Atheros, кілька мережевих карт Ethernet, аудіопристрої SoundBlaster 16 та Intel HDA, послідовні порти, клавіатури, миші та кадрові буфери.  

## Дослідження та академічне використання
HelenOS використовується для досліджень у сфері компонентів програмного забезпечення та верифікації Департаментом розподілених та надійних систем Карлового університету у Празі. Крім того, HelenOS використовується студентами як платформа для програмних проєктів та магістерських робіт.